# كامبو دي إنميديو
بلدية كامبو دي إنميديو (بالإسبانية: Campoo de Enmedio)‏، هي إحدى بلديات منطقة كانتابريا, المصنفة على أنها مقاطعة أيضاً، في شمال إسبانيا.
يبلغ عدد سكانها 3.995 نسمة وفقاً لإحصائية سنة (2002).